# Volkswagen Passat

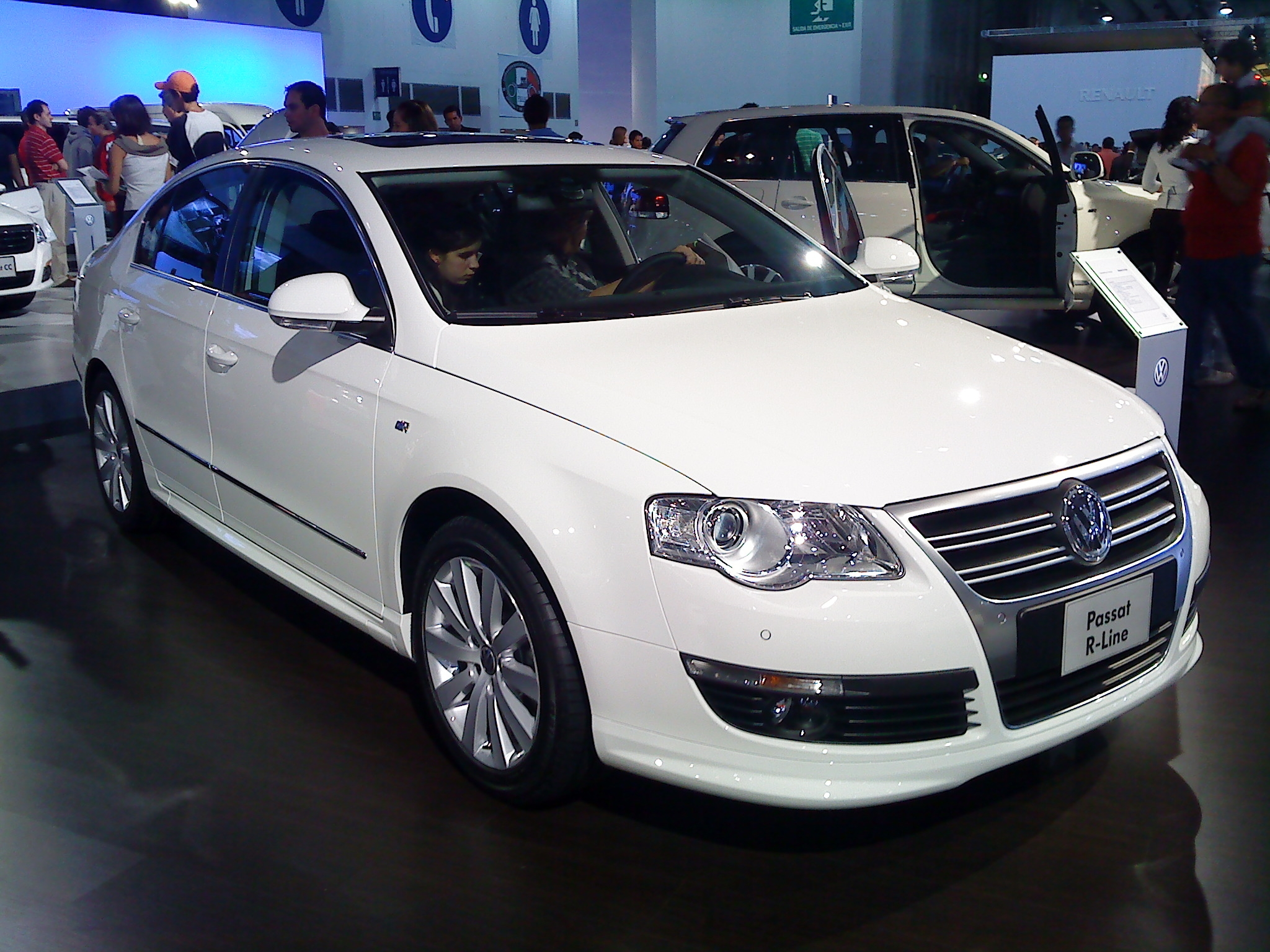
Volkswagen Passat R-Line.

El Volkswagen Passat és un automòbil de turisme del segment D produït pel fabricant alemany Volkswagen des de l'any 1973. Segons la carrosseria, l'època i el mercat, diferents variants van ser venudes sota altres denominacions, com Santana, Quantum, Dasher, Magotan i Corsar. El Passat també es va vendre entre els anys 1987 i 1991 a l'Argentina on es va fabricar sota la denominació Carat.
El Passat abasta sis generacions, llençades al mercat des de l'any 1973. Les quatre primeres van ser reestilitzades als anys 1977, 1985, 1994 i 2004; aquests canvis van ser publicitats per Volkswagen com a noves generacions. L'any 2009 fou llançada com a versió separada el Volkswagen Passat CC, una versió més gran que l'actual sisena generació del Passat i que se situa entre aquesta i el Volkswagen Phaeton.